# 张娣芳
张娣芳（1975年1月—），女，汉族，上海人，中华人民共和国政治人物。现任上海市浦东新区人民政府副区长，九三学社上海市委副主委。第十四届全国政协委员。